# 三浦義就
三浦 義就（みうら よしなり、生年不明 - 永禄3年5月19日（1560年6月12日））は、戦国時代の武将。今川氏の家臣。左馬助。
祖先は源頼朝に仕えて源平合戦で活躍した三浦氏で、駿河国に移住した一族が義就の家系となった。駿河の今川義元の家臣として仕える。天文20年（1551年）、義元から尾張笠寺砦の守将に任じられた。
永禄3年（1560年）5月19日の桶狭間の戦いに従軍し、討死した。